# Drepanulatrix usta
Drepanulatrix usta là một loài bướm đêm trong họ Geometridae.